# Pseudophanerotoma sharkeyi
Pseudophanerotoma sharkeyi är en stekelart som beskrevs av Herbert Zettel 1990. Pseudophanerotoma sharkeyi ingår i släktet Pseudophanerotoma och familjen bracksteklar. Inga underarter finns listade i Catalogue of Life.